# De mördade poeternas natt

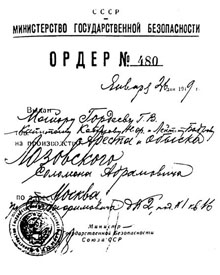
Order om att fängsla den biträdande utrikesministern Solomon Lozovskij.

De mördade poeternas natt (ryska: Дело Еврейского антифашистского комитета: Delo Jevrejskogo antifasjistskogo komiteta) betecknar avrättningen av 13 sovjetiska judar natten mellan den 12 och 13 augusti 1952 i Lubjankafängelset i Moskva.

## Anklagelser
Stalins antisemitism ledde till gripandet av 15 medlemmar av den "Judiska Antifascistiska Kommittén", som upplöstes och anklagades för sionism. Bland de gripna fanns fem författare på jiddisch. Alla blev anklagade för uppdiktade brott som spionage och högförräderi. 

## Tortyr
I fängelset utsattes de fängslade under tre år både för systematisk tortyr och spontan misshandel av fångvaktarna.

## Avrättningar
De flesta gripna avrättades. De avrättades familjer anklagades för att vara "släktingar till förrädare" och skickade till Sibirien. En av de gripna dog innan han skulle avrättas och en, Lina Stern, fick leva därför att hennes biokemiska forskning var värdefull för staten.

## Offer

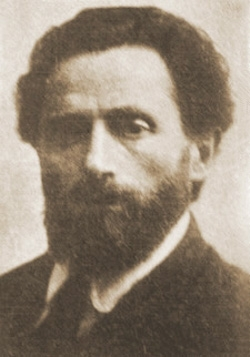
Solomon Lozovskij.

- Solomon Lozovskij (1878-1952) hög funktionär i kommunistpartiet, biträdande utrikesminister och Sovjetunionens informationschef.
- Perets Markisj (1895–1952), poet på jiddisch och författare.[1] (1895–1952).
- David Hofstein (1889–1952), poet på jiddisch.
- Itzik Feffer (1900–1952), poet på jiddisch; angivare för MGB.
- Leib Kvitko (1890–1952), poet och barnboksförfattare på jiddish.
- David Bergelson (1884–1952), framstående romanförfattare.
- Boris Sjimeliovitj (1892–1952), chefsläkare i Moskva.
- Veniamin Zuskin (1899–1952), chef för Moskvas statliga judiska teater.
- Iosif Juzefovitj (1890–1952), fackförbundsledare och historieforskare vid Sovjetunionens vetenskapsakademi.
- Leon Talmi (1893–1952), översättare och journalist, tidigare medlem av USA:s kommunistiska parti.
- Ilja Vatenberg (1887–1952), översättare samt chefredaktör för Eynikeyt, den judiska antifascistiska kommitténs tidning.
- Tjajka Vatenberg-Ostrovskaja (1901–1952), översättare, den föregåendes hustru.
- Emilia Teumin (1905–1952),tjänsteman vid Sovjetunionens informationsbyrå.
- Solomon Bregman (1895–1953), biträdande statskontrollminister; föll i koma efter tortyr och avled fem månader efter avrättningarna
- Lina Stern (1878–1968), hjärnforskare och den första kvinnliga ledamoten av vetenskapsakademien; den enda som överlevde.